# Flaga obwodu archangielskiego
Flaga obwodu archangielskiego – przyjęta została 23 września 2009 r. Przedstawia na białym tle błękitny przekątny krzyż i znajdujące się na nim godło obwodu. Stosunek szerokości flagi do jej długości wynosi 2:3.